# TVR Cerbera Speed 12
Der TVR Cerbera Speed 12, ursprünglich Project 7/12 genannt, war ein Hochleistungs-Konzeptfahrzeug, das 1997 von TVR in Blackpool (England) entworfen wurde. Der Wagen basierte zum Teil auf den damaligen Serienfahrzeugen von TVR und sollte sowohl das stärkste Straßenfahrzeug der Welt als auch Basis für einen GT1-Rennwagen werden. Aber Probleme während der Entwicklung, die Änderung der Vorschriften für die GT1-Klasse und die letztendliche Erkenntnis, dass das Fahrzeug einfach nicht im Straßenverkehr verwendet werden konnte, setzten der Idee ein Ende und die Geschäftsleitung von TVR beendete die Entwicklung.
Der Speed Twelve-Motor des Fahrzeuges besaß 7,7 l Hubraum, zwölf Zylinder und soll fast 1.000 PS (735 kW) entwickelt haben. Eine genaue Leistungsmessung wurde allerdings nie durchgeführt. Dennoch soll seine Leistungsentfaltung beeindruckend gewesen sein und er hätte wohl das Auto in nur etwas mehr als 3 s von 0–100 km/h beschleunigt und die erreichbare Höchstgeschwindigkeit wäre der des McLaren F1 nahegekommen.

## Geschichte

### Konzeptfahrzeug Project 7/12
Der Wagen, der als TVR Project 7/12 bekannt wurde, erschien erstmals 1996 auf der Birmingham Motor Show und dominierte dort, da es mehr Besucher anzog als andere Autos. Die Zahl 7 deutet auf eine Maschine mit 7 l Hubraum hin (obwohl es tatsächlich ja 7,7 l waren) und die Zahl 12 auf die Anzahl der Zylinder. TVR gab bekannt, dass der Motor über 800 PS (588 kW) Leistung entwickeln würde und schneller sei als der McLaren F1; die ersten Konzeptfahrzeuge zielten auf die FIA-GT1-Klasse in der damals gültigen Form. Die Wagen hätten auf bescheidenere 660 PS (485 kW) gedrosselt werden müssen, aber das Gewicht von etwa 1000 kg wäre erhalten geblieben. Die Straßenversion hätte genauso viel gewogen, aber ohne die Begrenzer hätte die Leistung beträchtlich zugenommen: TVR verlautbarte, es seien 800 PS (588 kW), aber es gab keine verlässliche Messung. Der Wagen hatte ein extra für ihn konstruiertes Sechsganggetriebe und eine Kupplung. Der Speed Twelve-Motor bestand aus zwei Speed Six-Motoren, die auf einer Kurbelwelle zusammengeführt waren. Anders als bei anderen derartigen Automobilen war der Motorblock nicht aus Gusseisen oder Aluminium, sondern aus Stahl.

### Speed 12
1998 wurde der Wagen in TVR Speed 12 umbenannt und die GT1-Rennversion war fast fertig. TVR wollte den Wagen beim 24-Stunden-Rennen von Le Mans nennen, was jedoch nie zum Tragen kam. Doch der Speed 12 GTS trat in einigen Rennen zur FIA-GT-Meisterschaft in der GT1-Klasse an, obwohl plötzliche Regeländerungen durch extrem teure Rennmaschinen, wie den Porsche 911 GT1, den Nissan R390 und den Toyota GT-One, und die nachfolgende Aufgabe der Klasse in anderen Meisterschaften den Speed 12 überflüssig machten. Damit die geleistete Arbeit nicht völlig vergebens war, kümmerte sich TVR sofort um eine Straßenversion des Speed 12. Dieses Projekt allerdings konnte nicht innerhalb eines Jahres abgeschlossen werden.
Der TVR Cerbera Speed 12, der 2000 fertiggestellt wurde, wurde – wie sein Vorgänger – nie einer Leistungsmessung unterzogen, aber man baute die ursprüngliche Maschine (die 800 bhp entwickelt haben soll) wieder ein. Das Fahrzeuggewicht blieb bei niedrigen 1000 kg und TVR erinnerte seine Mitarbeiter daran, dass sie dabei waren, ein Auto zu bauen, das den McLaren F1 schlagen sollte, indem sie die Worte „über 240 mph (384 km/h)“ bei mehreren Gelegenheiten verwendeten. Das neue Auto sollte auch parallel zu einem neuen Rennwagen entstehen, wobei TVR sich für die GT2-Klasse entscheiden musste, da die GT1-Klasse einige Jahre vorher aufgegeben worden war. Der neue Rennwagen startete einige Jahre lang in der British GT Championship und konnte etliche Erfolge feiern und einige Rennen gewinnen. Es gab aber etliche Probleme mit dessen Zuverlässigkeit, die den Wagen oft zur Aufgabe zwangen. Zwischenzeitlich war die Straßenversion fast fertig und TVR hatte eine große Zahl an Bestellungen und Anzahlungen dafür erhalten. Mit einem Preis von £ 188.000,-- war es das teuerste Auto in der TVR-Geschichte.
Die Rennversion des Motors lieferte ungefähr 675 PS (496 kW), wobei die Leistung durch Einlassbegrenzer, die das Rennreglement vorschrieb, beschnitten war. Für die Straßenversion waren diese Begrenzer nicht notwendig und so entwickelte man die Maschine ohne sie.
In einem Interview sagte der damalige Eigentümer Peter Wheeler, dass TVR versucht hätte, die Motorleistung mit Hilfe eines Dynamometers festzustellen. Der Dynamometer war für bis zu 1000 PS (735 kW) geeignet, aber der Versuch endete mit dem Bruch der Eingangswelle. Um einen ungefähren Wert zu bekommen, testeten die TVR-Ingenieure jede der beiden Zylinderbänke separat und kamen auf einen Wert von 480 PS (353 kW) pro Bank, was eine Gesamtleistung des Motors von 960 PS (706 kW) nahelegt. Wheeler, der kein Neuling im Bereich der Hochleistungsfahrzeuge und ein erfahrener Rennfahrer in der firmeneigenen TVR-Tuscan-Challenge war, fuhr einen der fertigen Prototypen nach Hause und kam zu dem Schluss, dass der Wagen für den Straßenverkehr ungeeignet sei, da er seiner Meinung nach einfach zu viel Leistung hatte.
TVR gab die Anzahlungen zurück und die Pläne für eine Serienfertigung wurden zur Seite gelegt. Die verbleibenden Prototypen wurden auf verschiedenen Autoshows herumgezeigt und dann Stück für Stück demontiert und die Teile für die Speed 12-Rennwagen genutzt, die immer noch in der British GT Championship liefen. Die Lebenszeit des Speed 12 war aber noch nicht vorbei. Im August 2003 schaltete TVR eine Anzeige für einen TVR Cerbera Speed 12 mit der Zulassungsnummer W112 BHG im Auto Trader. TVR wollte einen der Prototypen wieder aufbauen und an einen Enthusiasten verkaufen. Der Kauf soll aber keine einfache Angelegenheit gewesen sein; der Käufer soll Peter Wheeler persönlich getroffen haben und von ihm überprüft worden sein, ob er ein geeigneter Käufer wäre. Schließlich wurde das Geschäft abgeschlossen, der Speed 12 wurde wiederaufgebaut und an den neuen Eigentümer übergeben. Da die Originalkarosserie vernichtet worden war, musste TVR die Karosserie eines der GT-Rennwagen verwenden, was den Vorteil hatte, dass der Wagen mit den zusätzlichen Abtrieb noch schneller als vorher war. Darüber hinaus überarbeitete TVR Motor und ECU. Der Wagen tauchte in der Ausgabe Mai 2005 des Evo-Magazins auf, wo er als „ehrfurchtgebietend“ und „fürchterlich schnell“ beschrieben wurde.

## Daten von Chassis und Karosserie
- Bremsen: Innenbelüftete Scheibenbremsen mit 378 mm Durchmesser (vorne) und 273 mm Durchmesser (hinten)
- Radaufhängung: Doppelte Querlenker, Schraubenfedern, Gasdruckstoßdämpfer und Stabilisator

## Fahrleistungen (unbestätigte Werksangaben)
- 0–100 km/h in rund 3,0 s[4]
- Gewicht: 999 kg[1]
- Leistung: 800 bhp (597 kW, 811 PS), 735 kW (1000 PS)
- Höchstgeschwindigkeit: 386 km/h
- 0–320 km/h in 13,9 Sekunden
- 0–402 m in 9 Sekunden (248 km/h)